# Kleine geelkuifspecht
De kleine geelkuifspecht (Picus chlorolophus) is een vogelsoort uit de familie van de spechten (Picidae).

## Kenmerken
De kleine geelkuifspecht is kleiner dan de groene specht; hij kan tot 27 cm groot worden. Het verenkleed van de specht is van boven helemaal groen op de nek na, die felgeel is. De hals en de borst zijn ook groen en de buik is witachtig, fijn gestipt met groen. De romp en de staart zijn zwartachtig.
Een volwassen mannetje heeft een groene kop met een witte keel. Hij heeft rode aftekeningen boven de ogen en boven de nek en rode 'snorstrepen'. Vrouwtjes hebben alleen een rode vlek boven het oor. Jonge vogels hebben hetzelfde verenkleed als de vrouwtjes.
Net als andere spechten heeft deze soort een stijve staart om ondersteuning te bieden bij het klimmen tegen boomstammen. De lange tong kan uitgestoken worden om insecten te vangen.

## Voortplanting
Het is een echte junglesoort. De vogel bouwt zijn nest in boomholtes, en legt daar 2 à 4 witte eieren.

## Verspreiding en leefgebied
Deze soort is erg wijdverspreid in zuidelijk Azië van India en Sri Lanka tot Sumatra en Zuid-China.
Er zijn negen ondersoorten:
- P. c. simlae: van noordelijk India tot centraal Nepal.
- P. c. chlorolophus: van oostelijk Nepal tot noordelijk Laos.
- P. c. chlorigaster: centraal en zuidelijk India.
- P. c. wellsi: Sri Lanka.
- P. c. citrinocristatus: het Tonkingebied van noordelijk Vietnam en zuidoostelijk China.
- P. c. longipennis: Hainan (nabij zuidoostelijk China).
- P. c. annamensis: van zuidelijk Thailand tot zuidelijk Vietnam.
- P. c. rodgeri: westelijk Maleisië.
- P. c. vanheysti: Sumatra.

## Status
De grootte van de populatie is niet gekwantificeerd maar de soort wordt omschreven als plaatselijk vrij algemeen. Op de Rode lijst van de IUCN heeft deze soort de status niet bedreigd.
Japanse groene specht (P. awokera) ·
grijskopspecht (P. canus) ·
kleine geelkuifspecht (P. chlorolophus) ·
Sumatraanse grijskopspecht (P. dedemi) ·
zwartkopspecht (P. erythropygius) ·
vuurvleugelspecht (P. puniceus) ·
roodkraagspecht (P. rabieri) ·
Iberische groene specht (P. sharpei) ·
geschubde groene specht (P. squamatus) ·
Levaillants specht (P. vaillantii) ·
Birmese schubbuikspecht (P. viridanus) ·
groene specht (P. viridis) ·
grote schubbuikspecht (P. vittatus) ·
kleine schubbuikspecht (P. xanthopygaeus)